# Ophraella communa
Espèce
Ophraella communa est une espèce de coléoptères de la famille des Chrysomélidées.
Dans une étude publiée en 2015, l'Anses précise que, outre l'ambroisie à feuilles d'armoise, Ophraella communa se nourrit aux dépens de plantes de la famille des Astéracées, tournesol, topinambour, ainsi qu'au genre Xanthium.[réf. nécessaire]
Dans cette famille, on trouve notamment la lampourde à gros fruits (Xanthium strumarium ssp italicum), originaire d'Amérique, adventice très fréquente dans les cultures d'été en France métropolitaine, la prédation par O. communa serait donc plutôt bénéfique dans ce cas.[réf. nécessaire]

## Publication originale
- Laurent LeSage, « A taxonomic monograph of the Nearctic galerucine genus Ophraella Wilcox (Coleoptera: Chrysomelidae) », Memoirs of the Entomological Society of Canada, Société d'entomologie du Canada, vol. 118, no S133,‎ 1986, p. 3-75 (ISSN 0071-075X et 1920-3047, DOI 10.4039/ENTM118133FV, lire en ligne).